# TýTý 2008
Dne 18. dubna 2009 se v Hudebním divadle v Karlíně konalo slavnostní vyhlášení XVIII. ročníku prestižní ankety TýTý 2008. Přímý přenos byl vysílán na TV Nova v sobotu večer ve 20:00. Celým večerem provázeli Dalibor Gondík a Lucie Borhyová.
Moderátor Jan Kraus anketu bojkotoval a vyzval diváky ve svém pořadu Uvolněte se, prosím, aby mu neposílali hlasy na protest proti tomu, že anketu mediálně podporuje společnost Bauer media, která vydává časopisy, se kterými vede Kraus spor.

## Výsledky
| Kategorie                             | Vítěz                     | Televize       |
| ------------------------------------- | ------------------------- | -------------- |
| Osobnost televizního zpravodajství    | Karel Voříšek             | TV Nova        |
| Osobnost televizní publicistiky       | Václav Moravec            | Česká televize |
| Osobnost televizních zábavných pořadů | Martin Dejdar             | TV Nova        |
| Zpěvák                                | Karel Gott                |                |
| Zpěvačka                              | Iveta Bartošová           |                |
| Herec                                 | Rudolf Hrušínský ml.      | TV Nova        |
| Herečka                               | Hana Maciuchová           | TV Nova        |
| Seriál roku                           | Ordinace v růžové zahradě | TV Nova        |
| Pořad roku                            | Hádej, kdo jsem           | TV Prima       |
| Objev TýTý                            | Dana Batulková            | Česká televize |
| Absolutní vítěz                       | Karel Voříšek             | TV Nova        |
| Dvorana slávy                         | Jiřina Jirásková          |                |